# Вукшић Доњи
Вукшић Доњи је насељено мјесто у саставу дистрикта Брчко, БиХ.

## Географски положај
Удаљен је 12 km од града Брчког. Кроз село теку ријеке Тиња и Ломица.
Село је подијељено на пет засеока: Буџаци, Тињаши, Свети Центар, Барњаши и Дренава.

## Становништво
| Националност       | 1991.        | 1981.        | 1971.        |
| Хрвати             | 633 (98,29%) | 711 (98,06%) | 767 (98,84%) |
| Срби               | 3 (0,46%)    | 2 (0,27%)    | 9 (1,15%)    |
| Муслимани          | 1 (0,15%)    | 0            | 0            |
| Југословени        | 3 (0,46%)    | 8 (1,10%)    | 0            |
| остали и непознато | 4 (0,62%)    | 4 (0,55%)    | 0            |
| Укупно             | 644          | 725          | 776          |